# Bandeja (baloncesto)
Bandeja en baloncesto es el término que define un lanzamiento a canasta ejecutado tras dar un paso o dos después del bote, en el cual el balón se impulsa con la palma de la mano de abajo arriba, dejando el balón lo más cerca del aro posible, o apoyándose contra el tablero. Está considerado como uno de los movimientos más básicos en el aprendizaje de este deporte. Se utiliza ese término por la similitud con dejar el balón con la palma extendida, en el cual el balón no se lanza, sino que se deposita con suavidad cerca de la canasta.

## Variaciones

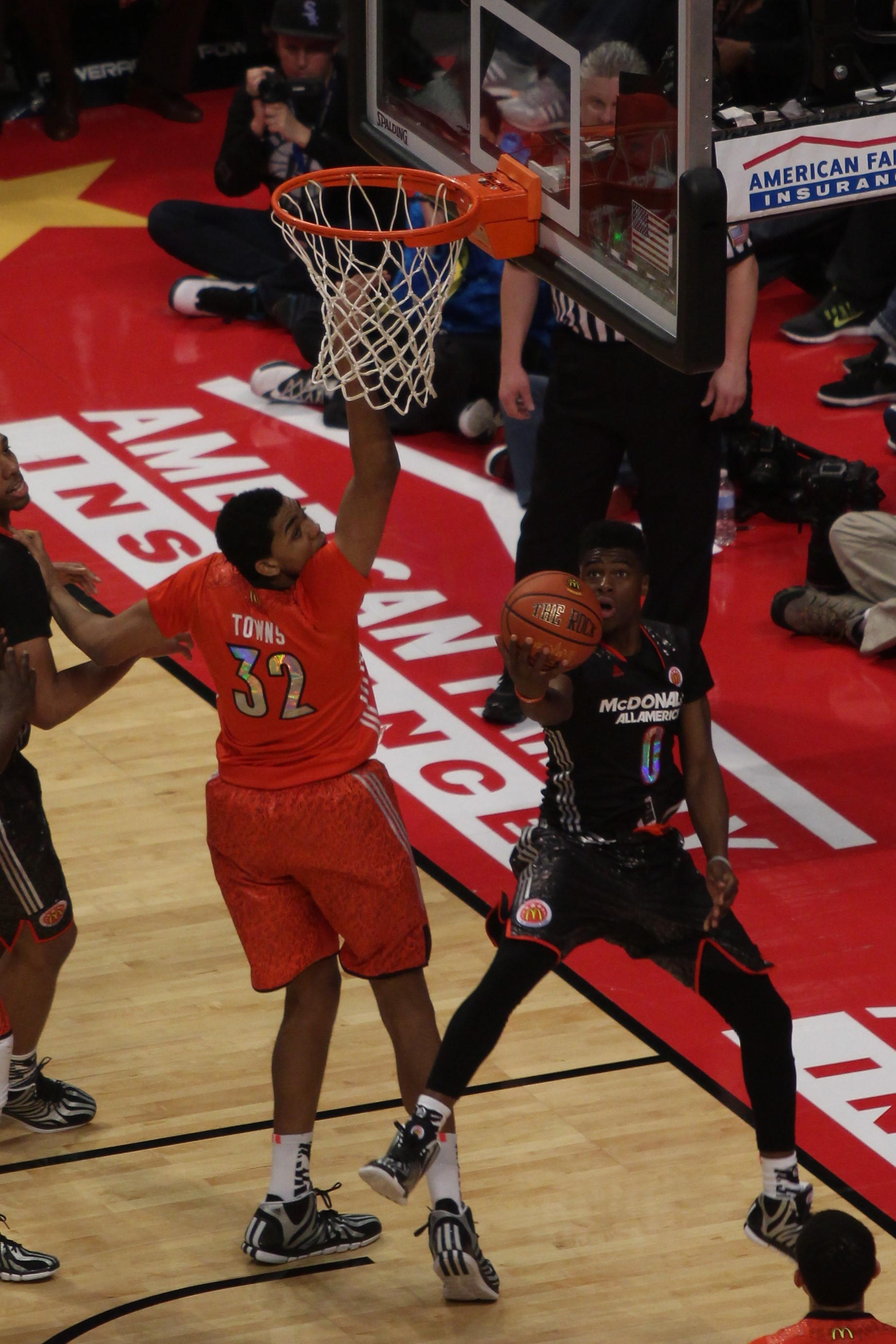
Emmanuel Mudiay hace un reverse layup en el McDonald's All-American Game de 2014

Existen diferentes formas de ejecutar una bandeja. La natural es la de depositar el balón con la mano contraria al pie que ejecuta el último paso, aunque la misma se puede ejecutar a pie cambiado, utilizando o no el tablero como soporte. Una variación es la que popularizó en su día Isiah Thomas en la NBA, que tenía la peculiaridad de ejecutarla lejos del aro, dándole un movimiento de dedos final al balón que elevaba el mismo por encima de los brazos de sus rivales. Años más tarde sería el español Juan Carlos Navarro el que utilizaría un lanzamiento similar al que se le denominó la bomba, que pasó a convertirse en su apodo.
Otro tipo bandeja es el tiro por encima de la cabeza, similar a un tiro en suspensión pero desde una distancia considerablemente cercana. Las bandejas por encima de la cabeza casi siempre implican la acción del tablero. Jugadores como Scottie Pippen y Karl Malone han utilizado este movimiento con gran efecto. La bandeja en reverso (reverse layup) es un tipo de bandeja que se usa a menudo para evadir un tapón. Se distingue por el hecho de que la pelota se lanza hacia atrás, con el lanzador de espaldas a la canasta una vez sobrepasada la misma.